# Aurel Gubandru
Aurel Gubandru (n. 29 mai 1955, com. Ghioroiu, județul Vâlcea) este un politician român, fost deputat în Parlamentul României în legislaturile 2000-2004 și 2004-2008 pe listele PSD. În legislatura 2000-2004, Aurel Gubandru a fost membru în grupurile parlamentare de prietenie cu Republica Indonezia, Albania și Republica Tunisiană. În legislatura 2004-2008, Aurel Gubandru a fost membru în grupurile parlamentare de prietenie cu Canada, Irlanda și Statul Kuwait. 
Stare civilă: căsătorit cu Gubandru Liliana, 2 copii- Victor Gubandru și Miriana Gubandru 
Gubandru.

.
Domiciliul:Buzău, Județul Buzău.
Aurel Gubandru a fost președintele Comisiei pentru buget, finanțe și bănci începând din luna iunie 2007.